# René Schicker
René Schicker (* 28. září 1984) je rakouský fotbalový záložník, momentálně hrající nižší rakouskou ligu za celek SC Wiener Viktoria a zároveň dělá asistenta trenéra v rezervním celku Admiry Mödling.